# محافظة ترانغ
محافظة ترانغ (بالتايلاندية: ตรัง) و(بالإنجليزية: Trang)‏ هي واحدة من محافظات تايلاند الخمس والسبعين تجاور محافظة كرابي ومحافظة ناخون سي تاممارات ومحافظة فاتالونغ ومحافظة ساتون.

## جغرافيا
محافظة ترانغ هي واحدة من المحافظات الجنوبية لتايلاند وتقع على الساحل الغربي من بحر أندامان وتتبع لها 46 جزيرة وتعتبر السهولة قليلة بها ولها ساحل بطول حوالي 119 كيلومترا.

## تاريخ
المحافظة تعتبر ميناء هاما في جنوب تايلاند وتعتبر تاريخيا أو من زرع المطاط في تايلاند بعد أن تم استيرادة من ماليزيا وكان ذلك في عام 1899.

## النقل
يبعد مطار ترانغ 7 كيلومترا عن موينغ ترانغ وهو المطار الوحيد في المحافظة، ترتبط بالمحافظة شبكة قطارات إلى العاصمة بانكوك وطرق رئيسية الي المحافظات المجاورة.

## التقسيمات الادارية
تنقسم المحافظة إلى 10 مقاطعات رئيسية التي بدورها تنقسم إلى 87 بلدية و 697 قرية.
| 1. موينغ ترانغ 2. كانتانج 3. يان تا خاو 4. بالين 5. سيكو | 1. يوت هواي 2. واست وانغ 3. يونغ نا 4. راتسادا 5. هات سمران |

## معرض صور

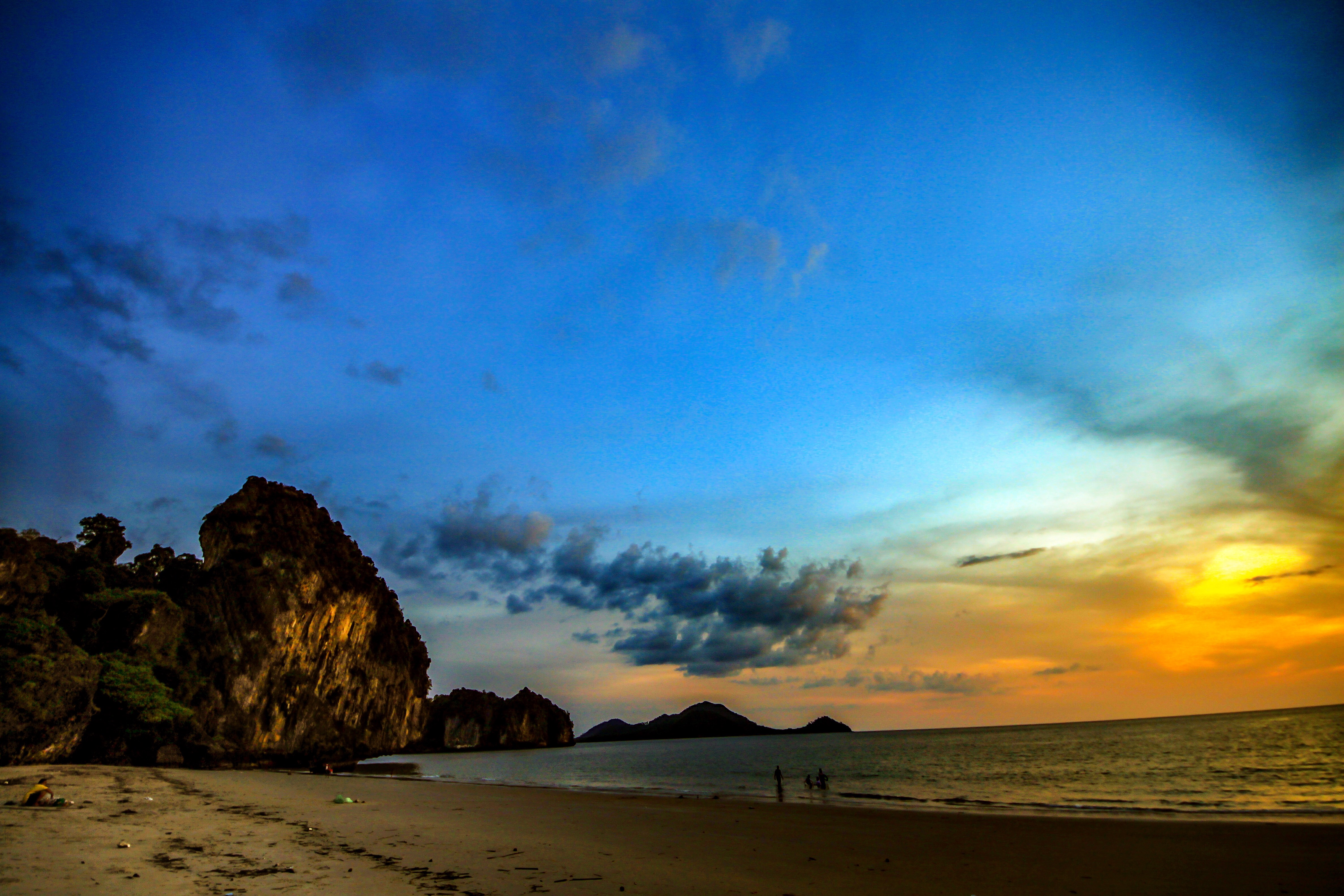
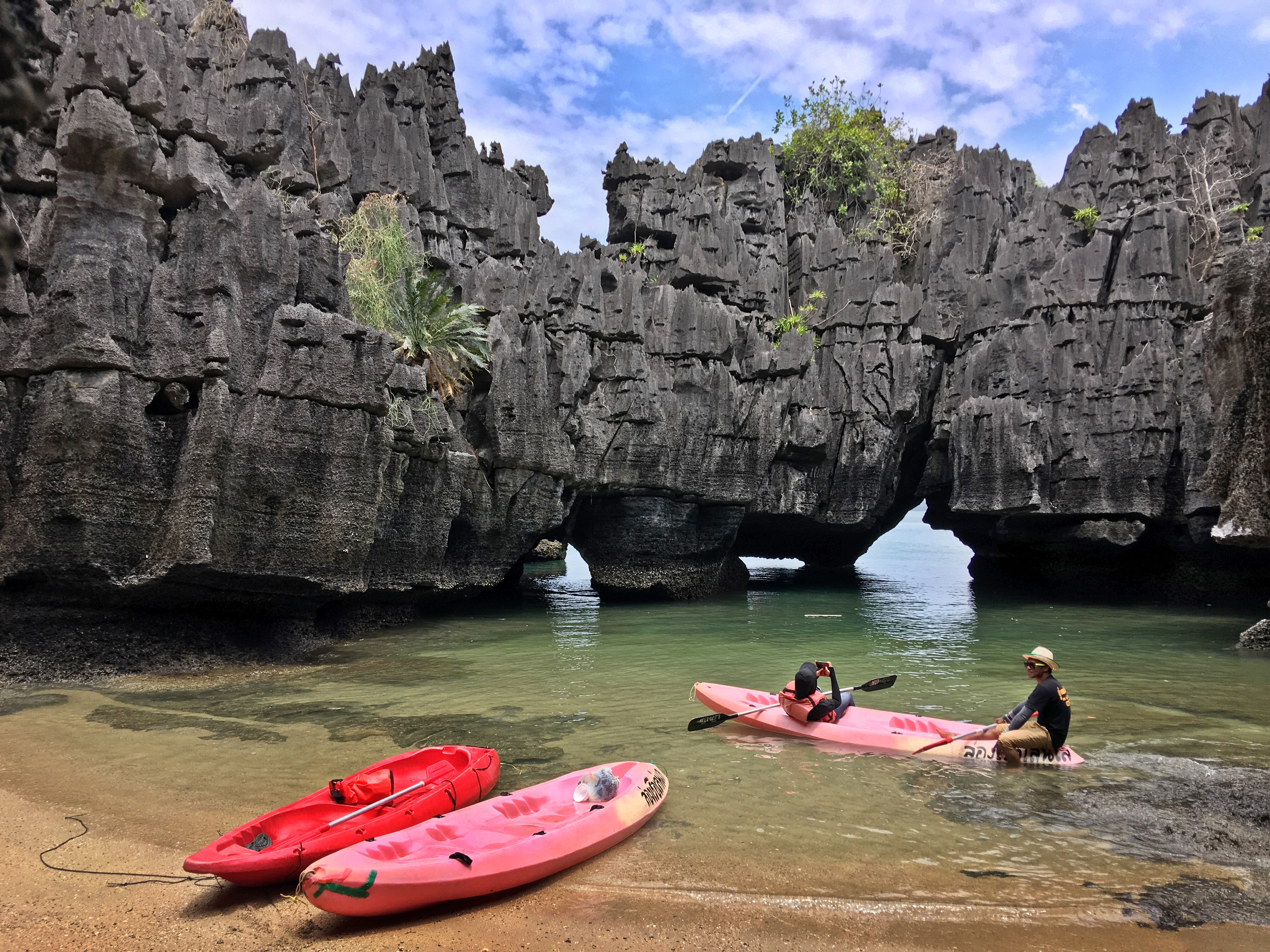
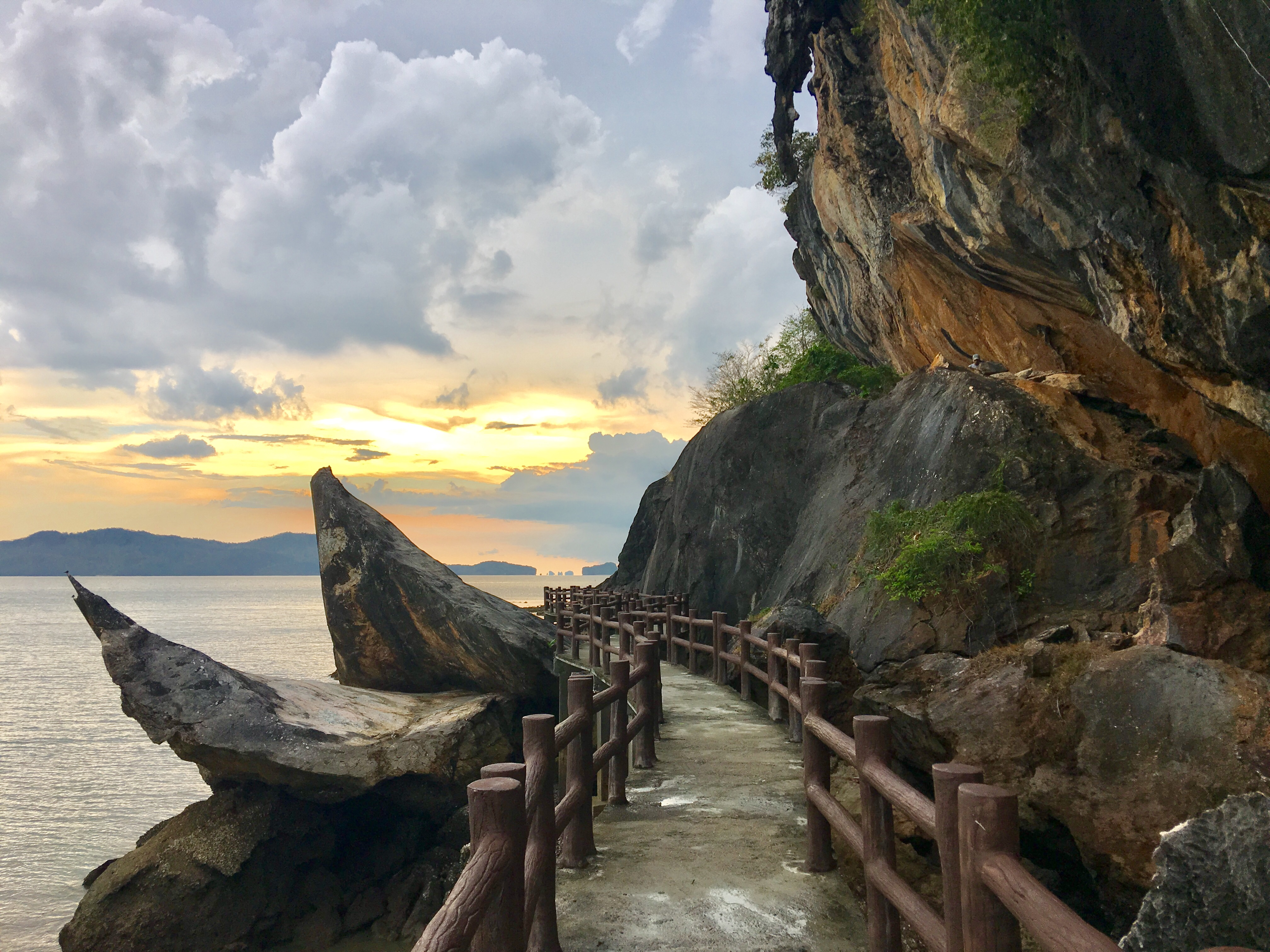

## أعلام
- شوان ليكباي